# 콘텐츠경영연구소
콘텐츠경영연구소는 디지털 콘텐츠 및 게임산업에 대한 연구와 컨설팅을 통한 게임산업 발전에 발전을 도모할 목적으로 2004년 4월 22일 설립된 대한민국 문화체육관광부 소관의 사단법인이다.

## 주요 사업
- 게임산업 관련 정책연구, 자료출간 및 출판
- 게임산업에 대한 전반적 컨설팅
- 게임마케팅 전문인력 양성을 위한 교육프로젝트 등